# Campionati sloveni di sci alpino 2016
I Campionati sloveni di sci alpino 2016 si sono svolti a Golte e a Krvavec dal 25 marzo al 3 aprile. Il programma ha incluso gare di discesa libera, supergigante, slalom gigante, slalom speciale e combinata, tutte sia maschili sia femminili.
Trattandosi di competizioni valide anche ai fini del punteggio FIS, vi hanno partecipato anche sciatori di altre federazioni, senza che questo consentisse loro di concorrere al titolo nazionale sloveno. 

## Risultati

### Uomini

#### Discesa libera
| Pos. | Atleta          | Nazione  | Tempo   |
| ---- | --------------- | -------- | ------- |
| 1    | Boštjan Kline   | Slovenia | 1:46,76 |
| 2    | Andrej Šporn    | Slovenia | 1:47,26 |
| 3    | Rok Perko       | Slovenia | 1:47,75 |
| 4    | Klemen Kosi     | Slovenia | 1:47,81 |
| 5    | Martin Čater    | Slovenia | 1:47,98 |
| 6    | Miha Hrobat     | Slovenia | 1:48,16 |
| 7    | Marko Vukićević | Serbia   | 1:48,26 |
| 8    | Michał Kłusak   | Polonia  | 1:48,55 |
| 9    | Mišel Žerak     | Croazia  | 1:49,24 |
| 10   | Štefan Hadalin  | Croazia  | 1:49,32 |

Data: 3 aprile

Località: Krvavec

1ª manche:

Ore: 9.30 (UTC+1)

Pista: 

Partenza: 1 958 m s.l.m.

Arrivo: 1 602 m s.l.m.

Dislivello: 356 m

Tracciatore: Peter Pen

2ª manche:

Ore: 

Pista: 

Partenza: 1 958 m s.l.m.

Arrivo: 1 602 m s.l.m.

Dislivello: 356 m

Tracciatore: Peter Pen

#### Supergigante
| Pos. | Atleta              | Nazione  | Tempo |
| ---- | ------------------- | -------- | ----- |
| 1    | Martin Čater        | Slovenia | 57,02 |
| 2    | Boštjan Kline       | Slovenia | 57,28 |
| 3    | Natko Zrnčić-Dim    | Croazia  | 57,42 |
| 4    | Miha Hrobat         | Slovenia | 57,46 |
| 5    | Andrej Šporn        | Slovenia | 57,53 |
| 6    | Sebastian Arzt      | Austria  | 57,64 |
| 7    | Rok Perko           | Slovenia | 57,65 |
| 8    | Daniel Hemetsberger | Austria  | 57,67 |
| 9    | Štefan Hadalin      | Slovenia | 58,06 |
| 10   | Philipp Porwol      | Germania | 58,10 |

Data: 1º aprile

Località: Krvavec

Ore: 9.30 (UTC+1)

Pista: 

Partenza: 1 958 m s.l.m.

Arrivo: 1 602 m s.l.m.

Dislivello: 356 m

Tracciatore: Peter Pen

#### Slalom gigante
| Pos. | Atleta                   | Nazione  | Tempo   |
| ---- | ------------------------ | -------- | ------- |
| 1    | Dominik Raschner         | Austria  | 1:56,12 |
| 2    | Martin Čater             | Slovenia | 1:56,24 |
| 3    | Thomas Hettegger         | Austria  | 1:56,25 |
| 4    | Niklas Köck              | Austria  | 1:56,26 |
| 5    | Maximilian Lahnsteiner   | Austria  | 1:56,27 |
| 6    | Marco Schwarz            | Austria  | 1:56,32 |
| 7    | Christopher Neumayer     | Austria  | 1:56,49 |
| 8    | Štefan Hadalin           | Slovenia | 1:56,55 |
| 9    | Hannes Lengauer-Stockner | Austria  | 1:56,89 |
| 10   | Boštjan Kline            | Slovenia | 1:56,91 |

Data: 25 marzo

Località: Golte

1ª manche:

Ore: 10.00 (UTC+1)

Pista: 

Partenza: 1 562 m s.l.m.

Arrivo: 1 276 m s.l.m.

Dislivello: 286 m

Tracciatore: Bojan Napotnik

2ª manche:

Ore: 12.00 (UTC+1)

Pista: 

Partenza: 1 562 m s.l.m.

Arrivo: 1 276 m s.l.m.

Dislivello: 286 m

Tracciatore: Denis Šteharnik

#### Slalom speciale
| Pos. | Atleta           | Nazione    | Tempo   |
| ---- | ---------------- | ---------- | ------- |
| 1    | Štefan Hadalin   | Slovenia   | 1:16,39 |
| 2    | Dominik Raschner | Austria    | 1:16,84 |
| 3    | Matej Vidović    | Croazia    | 1:16,86 |
| 4    | Thomas Hettegger | Austria    | 1:17,06 |
| 5    | Žan Grošelj      | Slovenia   | 1:17,17 |
| 6    | Miha Kuerner     | Slovenia   | 1:17,20 |
| 7    | Matej Falat      | Slovacchia | 1:17,27 |
| 8    | Elias Kolega     | Croazia    | 1:17,28 |
| 9    | Filip Zubčić     | Croazia    | 1:17,44 |
| 10   | Jakob Špik       | Slovenia   | 1:17,64 |

Data: 26 marzo

Località: Golte

1ª manche:

Ore: 10.00 (UTC+1)

Pista: 

Partenza: 1 572 m s.l.m.

Arrivo: 1 420 m s.l.m.

Dislivello: 152 m

Tracciatore: Klemen Bergant

2ª manche:

Ore: 12.00 (UTC+1)

Pista: 

Partenza: 1 572 m s.l.m.

Arrivo: 1 420 m s.l.m.

Dislivello: 152 m

Tracciatore: Miha Verdniki

#### Combinata
| Pos. | Atleta              | Nazione  | Tempo   |
| ---- | ------------------- | -------- | ------- |
| 1    | Štefan Hadalin      | Slovenia | 1:38,89 |
| 2    | Miha Hrobat         | Slovenia | 1:39,55 |
| 3    | Natko Zrnčić-Dim    | Croazia  | 1:39,53 |
| 4    | Christof Brandner   | Germania | 1:39,72 |
| 5    | Miha Kuerner        | Slovenia | 1:39,76 |
| 6    | Boštjan Kline       | Slovenia | 1:39,90 |
| 7    | Roland Leitinger    | Austria  | 1:39,93 |
| 8    | Filip Zubčić        | Croazia  | 1:40,08 |
| 9    | Martin Čater        | Slovenia | 1:40,33 |
| 10   | Stefan Brennsteiner | Austria  | 1:40,37 |

Data: 2 aprile

Località: Krvavec

1ª manche:

Ore: 9.30 (UTC+1)

Pista: 

Partenza: 1 958 m s.l.m.

Arrivo: 1 602 m s.l.m.

Dislivello: 356 m

Tracciatore: Peter Pen

2ª manche:

Ore: 

Pista: 

Partenza: 

Arrivo: 

Dislivello: 

Tracciatore: Klemen Bergant

### Donne

#### Discesa libera
| Pos. | Atleta            | Nazione  | Tempo   |
| ---- | ----------------- | -------- | ------- |
| 1    | Ilka Štuhec       | Slovenia | 1:50,28 |
| 2    | Nevena Ignjatović | Serbia   | 1:51,34 |
| 3    | Maruša Ferk       | Slovenia | 1:51,55 |
| 4    | Meta Hrovat       | Slovenia | 1:53,40 |
| 5    | Andrea Komšić     | Croazia  | 1:54,03 |
| 6    | Klara Livk        | Slovenia | 1:54,64 |
| 7    | Saša Brezovnik    | Slovenia | 1:55,64 |
| 8    | Sabrina Simader   | Kenya    | 1:55,92 |
| 9    | Sara Juvančič     | Slovenia | 1:56,87 |
| 10   | Katja Lokar       | Slovenia | 1:57,04 |

Data: 3 aprile

Località: Krvavec

1ª manche:

Ore: 

Pista: 

Partenza: 1 958 m s.l.m.

Arrivo: 1 602 m s.l.m.

Dislivello: 356 m

Tracciatore: Peter Pen

2ª manche:

Ore: 

Pista: 

Partenza: 1 958 m s.l.m.

Arrivo: 1 602 m s.l.m.

Dislivello: 356 m

Tracciatore: Peter Pen

#### Supergigante
| Pos. | Atleta             | Nazione  | Tempo   |
| ---- | ------------------ | -------- | ------- |
| 1    | Ramona Siebenhofer | Austria  | 58,53   |
| 2    | Verena Stuffer     | Italia   | 59,45   |
| 3    | Christine Scheyer  | Austria  | 59,52   |
| 4    | Edit Miklós        | Ungheria | 59,55   |
| 5    | Nina Ortlieb       | Austria  | 59,86   |
| 6    | Maruša Ferk        | Austria  | 1:00,14 |
| 7    | Sabrina Maier      | Austria  | 1:00,22 |
| 8    | Stefanie Moser     | Austria  | 1:00,23 |
| 9    | Klara Livk         | Slovenia | 1:00,27 |
| 10   | Bianca Venier      | Austria  | 1:00,46 |
|      |                    |          |         |
| 13   | Vanja Brodnik      | Slovenia | 1:00,62 |

Data: 1º aprile

Località: Krvavec

Ore: 9.30 (UTC+1)

Pista: 

Partenza: 1 958 m s.l.m.

Arrivo: 1 602 m s.l.m.

Dislivello: 356 m

Tracciatore: Peter Pen

#### Slalom gigante
| Pos. | Atleta              | Nazione   | Tempo   |
| ---- | ------------------- | --------- | ------- |
| 1    | Ana Drev            | Slovenia  | 1:57,77 |
| 2    | Tina Robnik         | Slovenia  | 1:57,91 |
| 3    | Ramona Siebenhofer  | Austria   | 1:58,21 |
| 4    | Katarina Lavtar     | Slovenia  | 1:58,35 |
| 5    | Meta Hrovat         | Slovenia  | 1:58,44 |
| 6    | Ana Bucik           | Slovenia  | 1:58,58 |
| 7    | Ilka Štuhec         | Slovenia  | 1:58,64 |
| 8    | Maruša Ferk         | Slovenia  | 1:59,13 |
| 9    | Kateřina Pauláthová | Rep. Ceca | 1:59,15 |
| 10   | Nina Ortlieb        | Austria   | 1:59,51 |

Data: 25 marzo

Località: Golte

1ª manche:

Ore: 9.30 (UTC+1)

Pista: 

Partenza: 1 562 m s.l.m.

Arrivo: 1 276 m s.l.m.

Dislivello: 286 m

Tracciatore: Bojan Napotnik

2ª manche:

Ore: 11.30 (UTC+1)

Pista: 

Partenza: 1 562 m s.l.m.

Arrivo: 1 276 m s.l.m.

Dislivello: 286 m

Tracciatore: Denis Šteharnik

#### Slalom speciale
| Pos. | Atleta            | Nazione     | Tempo   |
| ---- | ----------------- | ----------- | ------- |
| 1    | Ana Bucik         | Slovenia    | 1:20,87 |
| 2    | Katarina Lavtar   | Slovenia    | 1:21,87 |
| 3    | Saša Brezovnik    | Slovenia    | 1:21,97 |
| 4    | Gabriela Capová   | Rep. Ceca   | 1:22,48 |
| 5    | Klara Livk        | Slovenia    | 1:22,58 |
| 6    | Maryja Škanava    | Bielorussia | 1:22,96 |
| 7    | Nevena Ignjatović | Serbia      | 1:23,07 |
| 8    | Marija Kirkova    | Bulgaria    | 1:23,60 |
| 9    | Leona Popović     | Croazia     | 1:23,67 |
| 10   | Lena Thalmann     | Austria     | 1:23,71 |

Data: 26 marzo

Località: Golte

1ª manche:

Ore: 9.30 (UTC+1)

Pista: 

Partenza: 1 572 m s.l.m.

Arrivo: 1 420 m s.l.m.

Dislivello: 152 m

Tracciatore: obert Žan

2ª manche:

Ore: 11.30 (UTC+1)

Pista: 

Partenza: 1 572 m s.l.m.

Arrivo: 1 420 m s.l.m.

Dislivello: 152 m

Tracciatore: Denis Šteharnik

#### Combinata
| Pos. | Atleta            | Nazione  | Tempo   |
| ---- | ----------------- | -------- | ------- |
| 1    | Maruša Ferk       | Slovenia | 1:45,01 |
| 2    | Ana Bucik         | Slovenia | 1:45,60 |
| 3    | Nevena Ignjatović | Serbia   | 1:46,01 |
| 4    | Klara Livk        | Slovenia | 1:46,35 |
| 5    | Andrea Komšić     | Croazia  | 1:46,66 |
| 6    | Sabrina Maier     | Austria  | 1:46,72 |
| 7    | Saša Brezovnik    | Slovenia | 1:47,30 |
| 8    | Meta Hrovat       | Slovenia | 1:48,39 |
| 9    | Živa Otoničar     | Slovenia | 1:48,50 |
| 10   | Vanja Brodnik     | Slovenia | 1:48,57 |

Data: 2 aprile

Località: Krvavec

1ª manche:

Ore: 9.00 (UTC+1)

Pista: 

Partenza: 1 958 m s.l.m.

Arrivo: 1 602 m s.l.m.

Dislivello: 356 m

Tracciatore: Peter Pen

2ª manche:

Ore: 

Pista: 

Partenza: 

Arrivo: 

Dislivello: 

Tracciatore: Slavko Zupanc